# Nevralgia
Per  nevralgia  (dal greco "νεύρον" (neyron), nervo, e "άλγος" (algos), dolore), in campo medico, si intende un dolore non nocicettivo, ovvero non determinato dall'attivazione dei recettori del dolore in un distretto corporeo, bensì da una patologia del nervo. Il dolore è pertanto riferito al territorio di innervazione del nervo affetto (la persona riferisce di sentire il dolore non lungo il percorso del nervo, ma nella sede in cui il nervo termina).

## Tipologia
I principali tipi studiati in letteratura sono:
- Nevralgia del glossofaringeo
- Nevralgia posterpetica
- Nevralgia trigeminale

## Sintomatologia
Il dolore è riferito come molto intenso, al contatto o sotto stress si acutizza.

## Eziologia
Le cause che comportano tale disturbo neurologico sono di vario tipo, può nascere da un evento traumatico, infezione o irritazione.